# Lighthouse (альбом)
Lighthouse — одинадцятий студійний та перший англомовний альбом українського гурту «Океан Ельзи», представлений 11 жовтня 2024 року (всього через місяць після попереднього альбому «Той день»).

## Про альбом
Святослав Вакарчук, лідер гурту «Океан Ельзи», так пояснює появу саме англомовного альбому:
«Коли почалась велика війна, стало очевидним, що ми маємо більше ділитися українською культурою зі світом. Розповідати про себе, використовуючи такі потужні інструменти, як культура, музика і загалом мистецтво. Створення пісень англійською стало необхідним, щоб люди з усього світу змогли відчути нашу музику. Слухаючи наш перший англомовний альбом, ви почуєте інший підхід до аранжувань, продакшну і навіть у тому, як я співаю. Робота з різними продюсерами і з іншим звучанням надає інше бачення, досвід — це збагачує тебе, і мені це подобається»

## Список пісень
| #     | Назва                               | Тривалість |
| ----- | ----------------------------------- | ---------- |
| 1.    | «Voices Are Rising»                 | 3:14       |
| 2.    | «Lighthouse (за уч. Джона Резніка)» | 3:16       |
| 3.    | «Might Have Been a Dream»           | 3:17       |
| 4.    | «Love on Fire»                      | 3:40       |
| 5.    | «Running Away»                      | 3:12       |
| 6.    | «Broken Pieces of Me»               | 3:18       |
| 7.    | «Favorite Sound»                    | 3:14       |
| 8.    | «Doves Will Sing»                   | 2:43       |
| 9.    | «Nowhere»                           | 3:02       |
| 10.   | «Lullaby»                           | 3:08       |
| 47:00 |                                     |            |